# 王慈
王慈（451年—491年），字伯宝，琅邪临沂（今山东临沂）人。南朝宋侍中王昙首之孫，南齊侍中、特進、左光祿大夫、贈司空王僧虔之子。南齊官員及書法家。

## 生平
王慈初出仕時在宋擔任秘書郎，後在宋齊間歷任太子舍人、安成王劉準撫軍主簿及記室參軍、秘書丞、司徒左西屬、司徒右長史、試守新安太守、黃門郎、太子中庶子領射聲校尉、安成王蕭暠的冠軍長史、豫章王蕭嶷的司空長史、司徒左長史兼侍中、輔國將軍領豫章內史等職。永明三年（485年），父親去世, 王慈棄郡為父奔喪。守喪期過後王慈獲授建武將軍、吳郡太守，後轉寧朔將軍、大司馬長史，再轉侍中領步兵校尉。
王慈認為在朝堂上設立的避諱榜單並非經典所定的制度, 而是後來有人設立起來，而這做法「空失資敬之情，徒乖嚴配之道」，認為以往稱頌有大功者不是用榮勳尊崇就是只稱其姓；而且將其名諱掛在殿上對他們那些因公忘私的人意義不大；直接在朝堂說出那些字亦不可能差得過時刻小心去提防不說，請求改易這個前代錯誤的做法。不過, 博士李撝就認為設避諱榜單的做法只是遵從《周禮》，但凡有新命令必須廣布於眾，同時亦在王宮頒布, 這就要掛起來給人看。太常丞王僩之則認為極度尊貴的名字應該全國都避諱它，眼睛可以看到但不能說出來；若純粹不說出來那根本沒有人知不能說，而既然沒有人知道那肯定很多人犯諱，暗指避諱榜單是必須。儀曹郎任昉就認同前兩者的說法，直稱這樣做法是「禁避之道，昭然易從」，認為從心出發去這樣做不會有不安感，實務上亦行之已久，大家都習慣了，不需要改變。最終王慈的提議沒有獲納。
後來王慈以有疾病而獲轉任較悠閒的職位，轉任冠軍將軍、司徒左長史。後又曾外任冠軍將軍、東海太守、行南徐州府事，並加秩中二千石。永明九年（491年），王慈原獲調任冠軍將軍、中軍長史，但未拜官就去世了，享年四十一歲。朝廷追贈太常，諡懿子。

## 性格特徵
- 王慈八歲時，外祖父江夏王劉義恭讓他進入其內齋並任他拿取其中藏品，不過王慈只拿取素琴和石硯[5]。
- 王慈與父親及弟弟王志皆為書法家，他从小就与堂弟王俭一起学习书法，工隸書及行書。《述書賦》中稱其兄弟二人「並資義訓」、「並能寬閑墨妙，逸速毫奮」，又指王慈承繼了父親的書法，但亦摻雜了其他的風格[6][7]。今有《柏酒帖》及《汝比帖》錄於《唐摹萬歲通天帖》可窺其風格；《翁尊體帖》屬王薈還是王慈作品則仍有爭論，因其殘卷裝裱次序恐曾被顛倒多次而不能依據順序分辨[8]。
- 王慈曾因他人犯其家諱而作出反擊。如謝超宗曾經問他：「卿書何當及虔公？」在問王慈與其父書法評比時觸犯了其家諱，王慈遂答：「我之不得仰及，猶雞之不及鳳也。」在答稱遠不及父親之同時亦說了謝超宗父親謝鳳的名諱[9]。另又試過在佛寺中遭蔡約以其家諱開玩笑：「眾僧今日可謂虔虔。」王慈亦回應道：「卿如此，何以興蔡氏之宗。」亦說了蔡約父蔡興宗之名諱。[10]
- 王慈曾因腳疾而獲齊武帝優待，准以車代步上朝，這種事在整個東晉和南朝期間相當少見[11]。

## 家庭

### 妻
- 彭城刘氏，刘宋尚書令、當陽縣侯劉秉之女

### 子女
- 王观，娶齊武帝女吳縣公主[12]
- 王氏，嫁江夏王蕭鋒
- 王泰，南梁吏部尚書
- 王韶明，嫁蕭昭文，初為臨汝公夫人，蕭昭業即位後為新安王妃，同年蕭鸞廢昭業立昭文後被立為皇后，又同年隨丈夫被廢而為海陵王妃[13]

## 延伸阅读
[在维基数据编辑]
 《南齊書·卷46》，出自萧子显《南齊書》